# Mårslet
Mårslet är en ort i Danmark.   Den ligger i Århus kommun och Region Mittjylland. Mårslet ligger 50 meter över havet och antalet invånare är 4 905. Närmaste större samhälle är Århus, 11 km norr om Mårslet. 